# Margaretta opuntioides
Margaretta opuntioides is een mosdiertjessoort uit de familie van de Margarettidae. De wetenschappelijke naam van de soort is voor het eerst geldig gepubliceerd in 1766 door Pallas.